# André Labatut
André Labatut (n. 18 iulie 1891, Bordeaux, Franța – d. 30 septembrie 1977, Bordeaux, Franța) a fost un scrimer francez, medaliat olimpic. A participat la 2 ediții ale Jocurilor Olimpice (1924, 1928) în care a câștigat o medalie de aur.